# Aceite de geranio

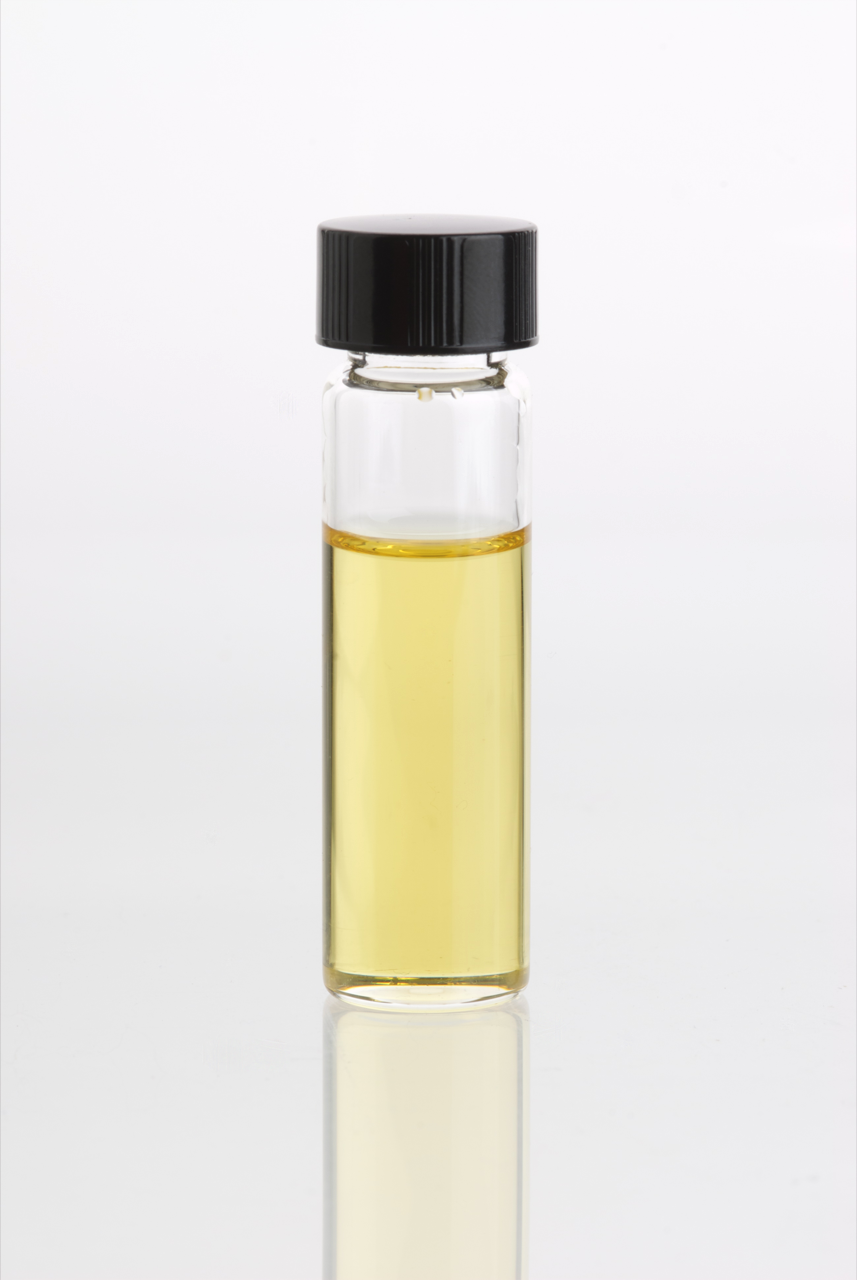
Aceite de geranio

El aceite de geranio es un líquido amarillo pálido o verde, destilado de la hierba de varias especies (como Pelargonium odoratissimum);  sus principales componentes conocidos son citronelol y geraniol, utilizados ambos en perfumería y como agentes aromatizantes. 
El aceite de geranio se utiliza en fitoterapia y aromaterapia.
- Datos: Q5656352